# Versuch die Metamorphose der Pflanzen zu erklären

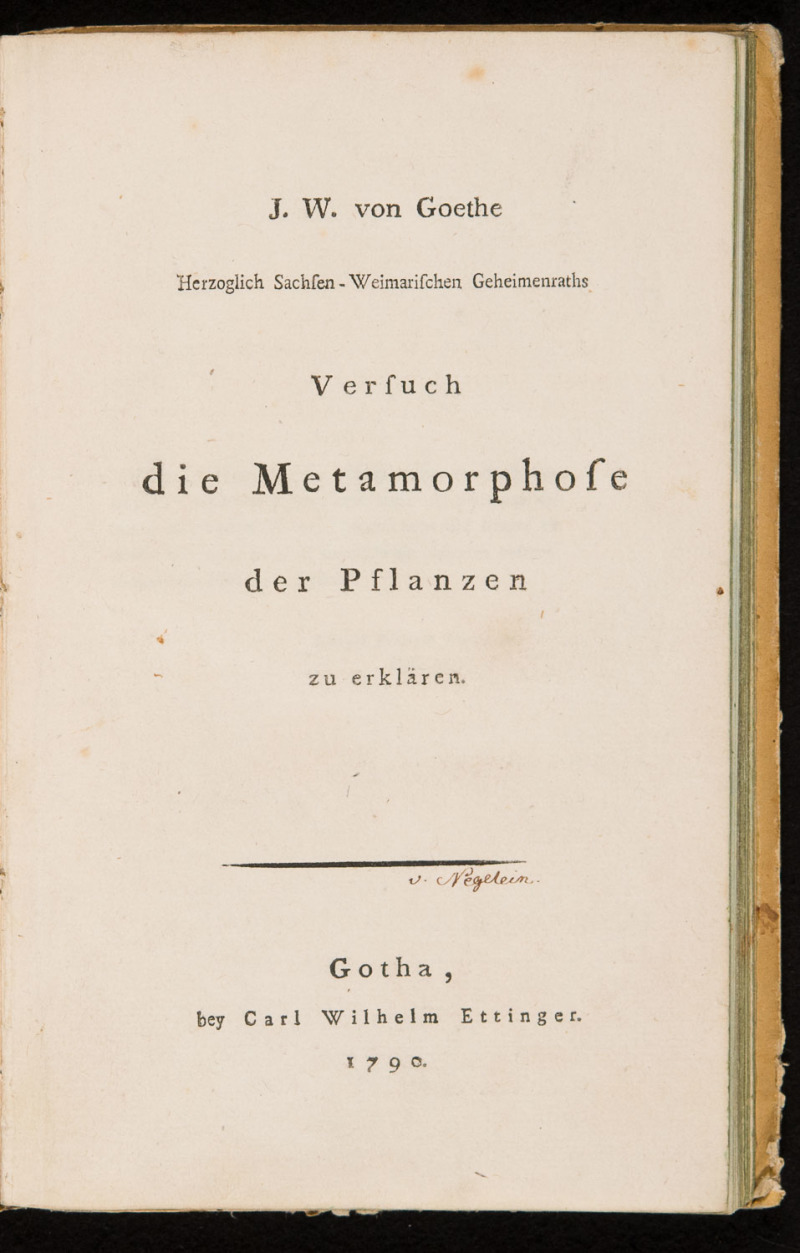
Titelseite

Versuch die Metamorphose der Pflanzen zu erklären lautet der Titel der von Johann Wolfgang von Goethe im Jahr 1790 verfassten botanischen Schrift. Goethe gilt mit seiner Schrift als Mitbegründer der Vergleichenden Morphologie. 27 Jahre später veröffentlichte Goethe die Schrift ein zweites Mal als Artikel in der Schriftenreihe Zur Morphologie mit der Überschrift: Die Metamorphose der Pflanzen.

## Inhalt der Schrift
Goethe schreibt in seiner Einleitung: „Die geheime Verwandtschaft der verschiedenen Pflanzenteile, als der Blätter des Kelchs, der Krone, der Staubfäden, welche sich nach einander und gleichsam aus einander entwickeln, ist von den Forschern im allgemeinen längst erkannt, ja auch besonders bearbeitet worden und man hat die Wirkung, wodurch ein und dasselbe Organ sich uns mannigfaltig verändert sehen lässt, die Metamorphose der Pflanzen genannt.“
Goethe unterscheidet drei Arten von Metamorphosen: die regelmäßige, die unregelmäßige oder rückschreitende und die zufällige Metamorphose die von außen, besonders durch Insekten bewirkt wird.

## Gliederung
- Einleitung
- Von den Samenblättern
- Ausbildung der Stängelblätter von Knoten zu Knoten
- Übergang zum Blütenstande
- Bildung des Kelches
- Bildung der Krone
- Bildung der Staubwerkzeuge
- Nektarien
- Noch einiges von den Staubwerkzeugen
- Bildung des Griffels
- Von den Früchten
- Von den unmittelbaren Hüllen des Samens
- Rückblick und Übergang
- Von den Augen und ihrer Entwicklung
- Bildung der zusammengesetzten Blüten- und Fruchtstände
- Durchgewachsene Rose
- Durchgewachsene Nelke
- Linnés Theorie von der Antizipation
- Wiederholung

Der Aufbau der Schrift folgt der Entwicklung der Pflanze vom Keimling über die grünende bis zur blühenden Pflanze, danach folgen Frucht und Samen. Goethe vergleicht Keimblätter, Stängelblätter, Hochblätter, Kelchblätter, Kronenblätter, Staubblätter und Griffeln im Sinne einer Metamorphosenreihe miteinander und setzt bei den Früchten, Samen und Augen neu an. Es folgen mit der durchgewachsenen Rose und der durchgewachsenen Nelke zwei Beispiele der unregelmäßigen, rückschreitenden Metamorphose. Zum Schluss bespricht Goethe Linnés Darstellung der Metamorphose. Linné ging davon aus, dass die verschiedenen Kreise der Blütenorgane sich durch eine Metamorphose der kreisförmig angeordneten Gewebeschichten des Stängels bilden und nicht durch eine Verwandlung des Laubblattes. Im letzten Abschnitt fasst Goethe seine Überlegungen wie folgt zusammen: „So wie wir nun die verschiedenen Organe der sprossenden und blühenden Pflanze alle aus einem einzigen nämlich dem Blatt, welches sich gewöhnlich an jedem Knoten entwickelt, zu erklären gesucht haben; so haben wir auch diejenigen Früchte, welche ihre Samen fest in sich zu verschliessen pflegen, aus der Blattgestalt herzuleiten gewagt.“
Die Schrift behandelt in erster Linie die Metamorphose des Blattes, die Metamorphose des Stängels wird bei der Bildung der zusammengesetzten Blüten- und Fruchtstände gestreift, die Wurzel und ihre Metamorphosen behandelt Goethe nicht.

## Bedeutung der Schrift, inhaltlich
Die Morphologie hat seit Goethe große Fortschritte gemacht. Heutzutage ist die Schrift in Bezug auf ihren Inhalt vor allem von historischem Interesse, dazu ein paar Beispiele. Goethe setzt Staubblatt und Griffel auf die gleiche Bildungsstufe, er stellt eine Metamorphose vom Staubblatt zum Griffel fest. Das Staubblatt ist, wie wir heute wissen, mit dem Fruchtblatt – Griffel inklusive – zu vergleichen. Die Entdeckung des Generationenwechsels durch Wilhelm Hofmeister war für Julius Sachs Grund die Gleichstellung von Staubblatt und Stängelblatt abzulehnen. Goethe betrachtete das Staubblatt als ein verwandeltes Stängelblatt. Sachs unterscheidet zusätzlich zu den vegetativen Grundorganen Wurzel, Sprossachse und Blatt noch die generativen Grundorgane Sporangien und Gametangien, diese sind nicht aus dem Blatt ableitbar. Ein weiterer großer Fortschritt war die Unterscheidung zwischen homologen und analogen Strukturen.

## Bedeutung der Schrift, methodisch
Die vergleichende Morphologie hat sich als Methode bewährt. Goethe hat mit seiner Schrift die Morphologie mitgeprägt. Sie wurde mehrmals von Morphologen herausgegeben: Adolph Hansen (1907); Wilhelm Troll (1926) und Agnes Arber (1946). Ein Hauptwerk Wilhelm Trolls heißt Vergleichende Morphologie der höheren Pflanzen.
Goethes Einfluss geht über die eigentliche Morphologie hinaus. Die Genetiker Eliot Meyerowitz und Enrico Coen berufen sich in ihren Arbeiten ausdrücklich auf Goethe. Goethe hatte die Wichtigkeit der unregelmäßigen Metamorphose für das Verständnis der regelmäßigen Metamorphose betont. In Anlehnung daran bzw. in der Weiterentwicklung dieser Idee haben diese Forscher bei Pflanzen gezielt Missbildungen hervorgerufen, um zu einem besseren Verständnis des intakten Organismus zu kommen. In ihren Arbeiten weisen sie, unter Rückgriff auf die Methodologie Goethes, etwa die Blattnatur von Staub- und Fruchtblatt nach.
Für den Goetheanismus hat die Schrift eine zentrale Bedeutung. Goethes Methodik, die Fragestellungen, das Vergleichen bedingen ein innerliches Nachvollziehen der Formverwandlungen. Die innere Beweglichkeit des Vorstellens wird angeregt. Das miterlebende Nachvollziehen ist ein wichtiger methodischer Bestandteil einer goetheanistischen Betrachtung.